# Rent-a-Kid
Rent-a-Kid ist eine Filmkomödie aus dem Jahr 1995 mit Leslie Nielsen in der Hauptrolle.

## Handlung
Da sein Sohn Cliff in einen wohlverdienten 10-tägigen Urlaub verschwindet, übernimmt der findige Harry Haber, Inhaber einer Einrichtungsgegenständevermietung, vorübergehend dessen Kinderheim. Als er im Restaurant am Nachbartisch den Streit eines Ehepaars um die Familienplanung mitbekommt, bietet er diesem, Russ und Valerie Syracuse, die drei Geschwister Brandon, Kyle und Molly, 13, 10 und 5 Jahre alt, zum Vorzugsmietpreis „3 für 1“ an, allerdings gilt das Angebot nur für sofort und für zehn Tage. Die Syracuse willigen ein und mieten anschließend noch einen Hund, mit dem Harry Molly für die Syracuse begeistert hat. Cliff trifft fast der Schlag, als er den Mietvertrag nach zehn Tagen auf seinem Schreibtisch findet und fährt zur Adresse, an der auch Harry gerade die Kinder abholt. Das Ehepaar zieht das Fazit, dass sie miserable Eltern abgeben würden, die Kinder verdienen etwas Besseres als sie. Da fährt es aus Valeries Herzen heraus: „Ich will keine Kinder mehr, ich will diese Kinder.“ und beide stürzen auf die Straße und adoptieren zunächst die Kinder und schließlich auch den Hund. Cliff rätselt, warum er seit Jahren vergeblich versucht hat, die Kinder zu vermitteln und Harry es in so kurzer Zeit schafft. Harry resümiert: „Der Zauber, Menschen glücklich zu machen, ist eine Gabe.“ und fährt davon.

## Kritik
Das Lexikon des internationalen Films urteilt: „Ein gut gemeintes Familien-Lustspiel, das niemandem weh tun will, dem es jedoch an Tempo und Witz mangelt. Die skurrile Ausgangsidee wird nur unzureichend genutzt und die Komik des Hauptdarstellers auf Wortwitze reduziert.“

## Hintergründe
1998 erschien eine Fortsetzung des Films unter dem Titel Die verrückte Kanone, in der Nielsen erneut die Rolle des Harry Haber übernahm.